# SMS Csepel
El SMS Csepel fue uno de los seis destructores de la clase Tátra construidos para la Armada austrohúngara poco antes de la Primera Guerra Mundial. Terminado en 1913, ayudó a hundir un destructor italiano durante la acción frente a Vieste en mayo de 1915 después de que el Reino de Italia declarara la guerra a Austria-Hungría. Dos meses después, el barco participó en un intento fallido de recuperar una pequeña isla en el centro del mar Adriático de los italianos. En noviembre y principios de diciembre, el Csepel fue uno de los barcos que realizaron incursiones frente a la costa albanesa para interceptar las líneas de suministro entre Italia y Albania. Fue alcanzado una vez durante la Primera Batalla de Durazzo a finales de diciembre. Su popa fue volada por un submarino francés a principios de 1916 y sus reparaciones no se completaron hasta principios de 1917.
El Csepel participó en varias incursiones infructuosas en el estrecho de Otranto en 1917, aunque hundió un destructor italiano durante la batalla del estrecho de Otranto. Durante la acción del 22 de abril de 1918 en el estrecho de Otranto, el barco ayudó a dañar un par de destructores británicos. Fue transferido a Italia en 1920 de acuerdo con los tratados de paz que pusieron fin a la guerra y rebautizado como Muggia. La Regia Marina (Marina Real Italiana) lo transfirió al Lejano Oriente en 1927, donde encalló y naufragó durante un tifón dos años después.

## Hundimiento

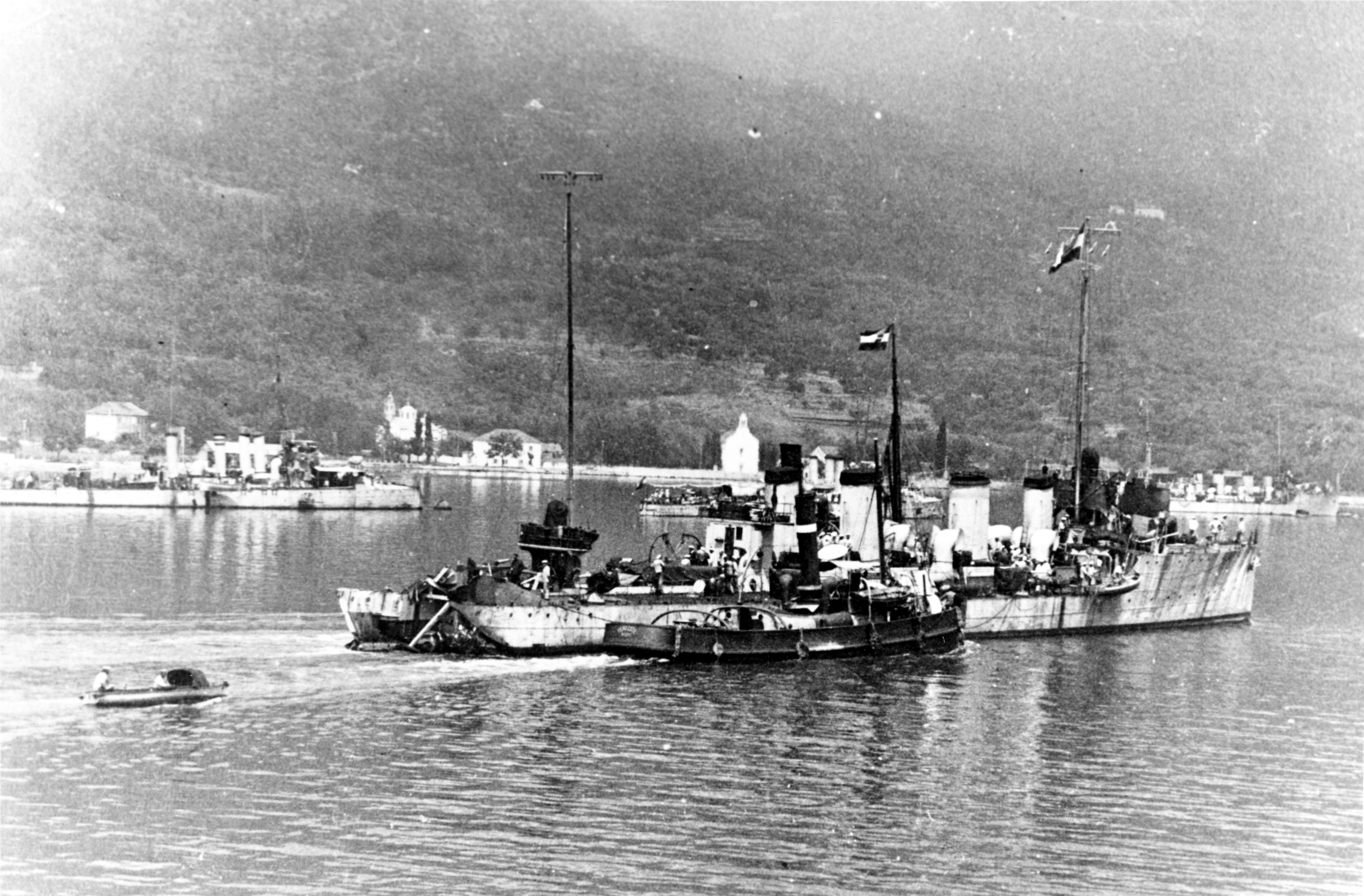
El Csepel después de perder la parte trasera por un torpedo.

Cuando los aliados se repartieron la flota austrohúngara en enero de 1920, el Csepel fue concedido al Reino de Italia. Fue comisionado en la Regia Marina con el nombre de Muggia el 26 de septiembre y transferido a Shanghái, China, en marzo de 1927. El barco encalló y naufragó en Finger Rocks cerca de la isla Hea Chu cerca de Xiamen, en medio de una densa niebla y oscuridad, o durante un tifón, el 25 de marzo de 1929. Los 77 supervivientes fueron rescatados de las rocas por el petrolero japonés Matsumoto Maru después de que se disipara la niebla el 26 de marzo.